# Frankliniella bondari
Frankliniella bondari är en insektsart som beskrevs av Ian A. Hood 1942. Frankliniella bondari ingår i släktet Frankliniella och familjen smaltripsar. Inga underarter finns listade i Catalogue of Life.